# دبليو دبليو إي تحية للقوات
دبليو دبليو إي تحية للقوات حدث سنوي عقدته دبليو دبليو إي والقوات المسلحة الترفيهية في ديسمبر خلال موسم العطلات منذ عام 2003، لتكريم وترفيه أعضاء القوات المسلحة الأمريكية العاملين في العراق وأفغانستان. ويتفاعلون مع القوات لمدة ثلاثة أيام على الأقل، ويزورون المعسكرات العسكرية والقواعد والمستشفيات، بما في ذلك المركز الطبي للجيش والتر ريد ومستشفى بيثيسدا البحري.

## التاريخ
ويعزى الفضل في هذا الحدث إلى المصارع جون «برادشو» لايفيلد، الذي اقترحه على رئيس دبليو دبليو إي فينس مكمان. عقدت للمرة الأولى الحدث في ديسمبر 2003 ، من معسكر النصر في بغداد ، العراق وبثته يوم عيد الميلاد كحلقة خاصة من WWE SmackDown. في الحدث الرئيسي، فاز جون سينا على بيغ شو ، وخرج ستون كولد ستيف أوستن بعد المباراة، وأدى أداء مذهلاً على كلا الرجلين، وأخيراً دعا كل المواهب وراء الكواليس للاحتفال. من أجل هذا التكريم للقوات وجميع الآخرين حتى عام 2011 ، تم تسجيل التعليق في مقر دبليو دبليو إي في ستامفورد، كونيتيكت، لأن المعلقين لم يكونوا على جانب الحلبة.
في ديسمبر 2004 ، سافر دبليو دبليو إي إلى COB Speicher في تكريت ، العراق. تم بث البرنامج التلفزيوني، عيد الميلاد في العراق، يوم 23 ديسمبر كحلقة خاصة أخرى على سماكدوون. فاز إيدي غيريرو وري ميستريو على كورت أنجل ولوثر رينز في الحدث الرئيسي. 

## روابط خارجية
- الموقع الرسمي
- دبليو دبليو إي تحية للقوات  على فيسبوك.